# Мелла из Доир-Мелле
Мелла (+ ок. 780 года) — настоятельница монастыря в Доир-Мелле. День памяти — 25 апреля.
Святая Мелла родилась в Коннахте, Ирландия. Она была матерью святых Каннеха (Cannech) и Тигернаха (Tigernach). После кончины своего мужа святая Мелла посвятила себя Богу и скончалась, будучи настоятельницей монастыря Дойр-Мелле (Doire-Melle), Литрим, Ирландия.